# Tapinoma neli
Tapinoma neli este o specie fosilă de furnică. A fost găsită în chihlimbar peruvian (America de Sud) din Miocen, vechi de aproximativ 12 milioane de ani.

## Descriere
Furnici mici, lungimea corpului 1,65 mm. Lungimea capului 0,55 mm, lățimea capului 0,43 mm.  Mustața de 12 membri. Mustața este lungă și este de aproximativ o treime din lungimea sa în spatele marginii occipioase a capului. Marginea de mestecat mestecată cu cinci pronguri mari și apoi cu o duzină de cuișoare mici la baza mandibulei. Ochii sunt ovali, mari, convexi, localizați pe linia de mijloc a capului. Marginea din spate a capului este dreaptă, colțurile din spate sunt rotunjite. "Petiol" este triunghiular, cu profil redus. Specia a fost descrisă pentru prima dată în Journal of Science în  2019, pe baza materialelor de la Tamshiyacu (Iquitos, la nord-est de Peru). Chihlimbar de la nivelul Pebas Formation (miocen mediu, 12 milioane de ani). Numele taxonului "T. neli" este dat în onoarea profesorului paleontolog francez: André Nel.